# Lupinus fratrum
Lupinus fratrum är en ärtväxtart som beskrevs av Charles Piper Smith. Lupinus fratrum ingår i släktet lupiner, och familjen ärtväxter. Inga underarter finns listade i Catalogue of Life.